# Corruption politique
Pour un article plus général, voir Corruption.

Corruption politique en 2017 (source : Transparency International).

La corruption politique est un détournement de l'utilisation du pouvoir public dans le but d'en retirer des avantages illégaux, cela intéresse le monde politique (hommes politiques, partis politiques, élus, membres du gouvernement).

## Description
Le pacte de corruption a lieu entre une personnalité politique et un intervenant achetant une décision politique (marché public, autorisation administrative concernant un marché à l'exportation, une autorisation de sortie du territoire, une décoration, une autorisation de transfert de siège social, une nouvelle loi avantageuse, etc.). L'abus de pouvoir est aussi une manifestation de telles pratiques (favoriser le recrutement d'un individu, emploi fictif, sur-rémunération, licenciement de complaisance, etc.).
Les formes de corruption varient allant des plus communes telles que le patronage, l'extorsion, le trafic d'influence, la fraude, aux plus complexes.
Ce qui constitue la corruption diffère selon les pays et les législations. Certaines pratiques politiques sont légales dans un pays et sont illégales dans un autre.

## Par pays

### Malaisie
L'ex-Premier ministre malaisien Najib Razak avait été condamné en juillet 2020 à 12 ans de prison et à une amende de 210 millions de ringgits (47 millions d'euros) dans l'affaire 1MDB, une fraude aux ramifications planétaires portant sur plusieurs milliards de dollars. Najib et des complices étaient accusés d'avoir utilisé pour des achats fastueux, allant de l'immobilier à des œuvres d'art en passant par un yacht, l'argent qu'on leur reproche d'avoir détourné du fonds 1MDB, initialement créé pour permettre le développement de l'économie malaisienne.

### Canada
Selon le rapport d'indice de l'organisme de lutte contre la corruption, Transparency International en 2022, le Canada a été classé au 14e rang sur 180 pays évalués du Corruption Perception Index. Ce score place alors le Canada au niveau des pays les moins corrompus. Cependant, malgré la forte lutte contre ce fléau, il reste encore les pratiques corruptrices toujours présentes.

### Grèce
Le 19 décembre 2014, Pávlos Haïkális, un député du parti Grecs indépendants a annoncé avoir été approché par Giorgos Apostolopoulos, un conseiller de plusieurs personnes politiques et de banquiers, qui lui aurait proposé de 2 à 3 millions d'euros et divers autres avantages pour voter en faveur de Stavros Dimas lors de l'élection présidentielle. En effet, l'élection de Stavros Dimas au 3e tour tiendrait à 1 voix,,.

### Suisse
En 2021, le politicien de genevois Pierre Maudet est reconnu coupable d'avoir accepté des avantages illégaux d'Abou Dabi (un voyage de luxe à Abou Dabi avec sa famille en 2015) et condamné avec sursis à 300 jours-amende. En 2022, le Tribunal fédéral confirme qu'il n'y a pas besoin de démontrer que celui qui a octroyé le cadeau l'a fait en attendant une contrepartie et que « l’ancien conseiller d’État est bien coupable d’acceptation d’un avantage pour son voyage à Abu Dhabi »,.